# Birger Meling
Birger Solberg Meling (Stavanger, 17 december 1994) is een Noors voetballer die doorgaans speelt als linksback. In augustus 2023 verruilde hij Stade Rennais voor FC Kopenhagen. Meling maakte in 2017 zijn debuut in het Noors voetbalelftal.

## Clubcarrière
Meling speelde vanaf zijn zesde levensjaar in de jeugdopleiding van Viking FK en werd in 2013 overgenomen door Middlesbrough. Na één seizoen in Engeland mocht de Noor weer vertrekken. Hierna tekende hij voor Stabæk. Hier maakte Meling zijn debuut in de Eliteserien. Op 21 september 2014 werd met 3–0 verloren van Aalesunds FK door doelpunten van Sakari Mattila, Leke James en Fredrik Ulvestad. Meling begon op de reservebank, maar coach Bob Bradley liet de linksback negen minuten voor tijd invallen voor Ville Jalasto. Zijn eerste doelpunt viel op 27 juni 2015, toen hij tegen Strømsgodset IF de score opende na tweeëntwintig minuten. Ernest Asante verdubbelde daarna de voorsprong. Strømsgodset wist in de tweede helft langszij te komen door treffers van Marvin Ogunjimi en Gustav Wikheim werd het gelijk. Uiteindelijk was een doelpunt van Yassine El Ghanassy genoeg voor een overwinning van Stabæk: 3–2. In februari 2017 maakte Meling de overstap naar Rosenborg BK, waar hij zijn handtekening zette onder een verbintenis voor de duur van drie seizoenen. In de zomer van 2020 werd Meling voor circa een miljoen euro overgenomen door Nîmes Olympique. Een jaar later maakte hij voor een bedrag van circa drie miljoen euro de overstap naar Stade Rennais, waar hij zijn handtekening zette onder een verbintenis voor de duur van drie seizoenen. In september 2022 werd dit contract opengebroken en met twee jaar verlengd. Medio 2023 verkaste Meling voor circa twee miljoen euro naar FC Kopenhagen, dat hem een contract voor vier jaar gaf.

## Clubstatistieken
| Seizoen | Club            | Competitie  | Competitie | Competitie | Beker | Beker | Internationaal | Internationaal | Totaal | Totaal |
| Seizoen | Club            | Competitie  | Wed.       | Dlp.       | Wed.  | Dlp.  | Wed.           | Dlp.           | Wed.   | Dlp.   |
| ------- | --------------- | ----------- | ---------- | ---------- | ----- | ----- | -------------- | -------------- | ------ | ------ |
| 2014    | Stabæk          | Eliteserien | 2          | 0          | 0     | 0     | —              | —              | 2      | 0      |
| 2015    | Stabæk          | Eliteserien | 27         | 1          | 4     | 0     | —              | —              | 31     | 1      |
| 2016    | Stabæk          | Eliteserien | 28         | 4          | 4     | 1     | 2              | 0              | 34     | 5      |
| 2017    | Rosenborg BK    | Eliteserien | 20         | 0          | 3     | 0     | 11             | 0              | 34     | 0      |
| 2018    | Rosenborg BK    | Eliteserien | 28         | 1          | 5     | 0     | 12             | 1              | 45     | 2      |
| 2019    | Rosenborg BK    | Eliteserien | 28         | 0          | 1     | 0     | 14             | 0              | 43     | 0      |
| 2020    | Rosenborg BK    | Eliteserien | 3          | 0          | 0     | 0     | —              | —              | 3      | 0      |
| 2020/21 | Nîmes Olympique | Ligue 1     | 26         | 2          | 0     | 0     | —              | —              | 26     | 2      |
| 2021/22 | Stade Rennais   | Ligue 1     | 31         | 0          | 0     | 0     | 6              | 0              | 37     | 0      |
| 2022/23 | Stade Rennais   | Ligue 1     | 27         | 0          | 1     | 0     | 7              | 0              | 35     | 0      |
| 2023/24 | Stade Rennais   | Ligue 1     | 1          | 0          | 0     | 0     | —              | —              | 1      | 0      |
| 2023/24 | FC Kopenhagen   | Superligaen | 19         | 0          | 0     | 0     | 5              | 0              | 24     | 0      |
| 2024/25 | FC Kopenhagen   | Superligaen | 5          | 0          | 0     | 0     | 5              | 0              | 10     | 0      |
| Totaal  | Totaal          | Totaal      | 245        | 8          | 18    | 1     | 62             | 1              | 325    | 10     |

Bijgewerkt op 27 december 2024.

## Interlandcarrière
Meling maakte zijn debuut in het Noors voetbalelftal op 5 oktober 2017, toen met 0–8 gewonnen werd van San Marino. Markus Henriksen, Joshua King (tweemaal), Mohamed Elyounoussi (driemaal), Ole Kristian Selnæs en Martin Linnes zorgden voor de doelpunten. Meling mocht van bondscoach Lars Lagerbäck in de basis starten en hij speelde het gehele duel mee.
| Interlands van Birger Meling voor Noorwegen | Interlands van Birger Meling voor Noorwegen | Interlands van Birger Meling voor Noorwegen | Interlands van Birger Meling voor Noorwegen | Interlands van Birger Meling voor Noorwegen | Interlands van Birger Meling voor Noorwegen | Interlands van Birger Meling voor Noorwegen |
| №                                           | Datum                                       | Wedstrijd                                   | Uitslag                                     | Competitie                                  | Goals                                       |                                             |
| Als speler bij Rosenborg BK                 | Als speler bij Rosenborg BK                 | Als speler bij Rosenborg BK                 | Als speler bij Rosenborg BK                 | Als speler bij Rosenborg BK                 | Als speler bij Rosenborg BK                 | Als speler bij Rosenborg BK                 |
| ------------------------------------------- | ------------------------------------------- | ------------------------------------------- | ------------------------------------------- | ------------------------------------------- | ------------------------------------------- | ------------------------------------------- |
| 1                                           | 5 oktober 2017                              | San Marino – Noorwegen                      | 0 – 8                                       | WK 2018 kwalificatie                        |                                             |                                             |
| 2                                           | 8 oktober 2017                              | Noorwegen – Noord-Ierland                   | 1 – 0                                       | WK 2018 kwalificatie                        |                                             |                                             |
| 3                                           | 11 november 2017                            | Macedonië – Noorwegen                       | 2 – 0                                       | Vriendschappelijk                           |                                             |                                             |
| 4                                           | 14 november 2017                            | Slowakije – Noorwegen                       | 1 – 0                                       | Vriendschappelijk                           |                                             |                                             |
| 5                                           | 23 maart 2018                               | Noorwegen – Australië                       | 4 – 1                                       | Vriendschappelijk                           |                                             |                                             |
| 6                                           | 26 maart 2018                               | Albanië – Noorwegen                         | 0 – 1                                       | Vriendschappelijk                           |                                             |                                             |
| 7                                           | 6 juni 2018                                 | Noorwegen – Panama                          | 1 – 0                                       | Vriendschappelijk                           |                                             |                                             |
| 8                                           | 6 september 2018                            | Noorwegen – Cyprus                          | 2 – 0                                       | Nations League 2018/19                      |                                             |                                             |
| 9                                           | 9 september 2018                            | Bulgarije – Noorwegen                       | 1 – 0                                       | Nations League 2018/19                      |                                             |                                             |
| 10                                          | 19 november 2018                            | Cyprus – Noorwegen                          | 0 – 2                                       | Nations League 2018/19                      |                                             |                                             |
| 11                                          | 18 november 2019                            | Malta – Noorwegen                           | 1 – 2                                       | EK 2020 kwalificatie                        |                                             |                                             |
| Als speler bij Nîmes Olympique              |                                             |                                             |                                             |                                             |                                             |                                             |
| 12                                          | 7 september 2020                            | Noord-Ierland – Noorwegen                   | 1 – 5                                       | Nations League 2020/21                      |                                             |                                             |
| 13                                          | 11 oktober 2020                             | Noorwegen – Roemenië                        | 4 – 0                                       | Nations League 2020/21                      |                                             |                                             |
| 14                                          | 14 oktober 2020                             | Noorwegen – Noord-Ierland                   | 1 – 0                                       | Nations League 2020/21                      |                                             |                                             |
| 15                                          | 24 maart 2021                               | Gibraltar – Noorwegen                       | 0 – 3                                       | WK 2022 kwalificatie                        |                                             |                                             |
| 16                                          | 27 maart 2021                               | Noorwegen – Turkije                         | 0 – 3                                       | WK 2022 kwalificatie                        |                                             |                                             |
| 17                                          | 30 maart 2021                               | Montenegro – Noorwegen                      | 0 – 1                                       | WK 2022 kwalificatie                        |                                             |                                             |
| 18                                          | 2 juni 2021                                 | Noorwegen – Luxemburg                       | 1 – 0                                       | Vriendschappelijk                           |                                             |                                             |
| 19                                          | 6 juni 2021                                 | Noorwegen – Griekenland                     | 1 – 2                                       | Vriendschappelijk                           |                                             |                                             |
| Als speler bij Stade Rennais                |                                             |                                             |                                             |                                             |                                             |                                             |
| 20                                          | 1 september 2021                            | Noorwegen – Nederland                       | 1 – 1                                       | WK 2022 kwalificatie                        |                                             |                                             |
| 21                                          | 4 september 2021                            | Letland – Noorwegen                         | 0 – 2                                       | WK 2022 kwalificatie                        |                                             |                                             |
| 22                                          | 7 september 2021                            | Noorwegen – Gibraltar                       | 5 – 1                                       | WK 2022 kwalificatie                        |                                             |                                             |
| 23                                          | 8 oktober 2021                              | Turkije – Noorwegen                         | 1 – 1                                       | WK 2022 kwalificatie                        |                                             |                                             |
| 24                                          | 11 oktober 2021                             | Noorwegen – Montenegro                      | 2 – 0                                       | WK 2022 kwalificatie                        |                                             |                                             |
| 25                                          | 13 november 2021                            | Noorwegen – Letland                         | 0 – 0                                       | WK 2022 kwalificatie                        |                                             |                                             |
| 26                                          | 16 november 2021                            | Nederland – Noorwegen                       | 2 – 0                                       | WK 2022 kwalificatie                        |                                             |                                             |
| 27                                          | 2 juni 2022                                 | Servië – Noorwegen                          | 0 – 1                                       | Nations League 2022/23                      |                                             |                                             |
| 28                                          | 5 juni 2022                                 | Zweden – Noorwegen                          | 1 – 2                                       | Nations League 2022/23                      |                                             |                                             |
| 29                                          | 9 juni 2022                                 | Noorwegen – Slovenië                        | 0 – 0                                       | Nations League 2022/23                      |                                             |                                             |
| 30                                          | 24 september 2022                           | Slovenië – Noorwegen                        | 2 – 1                                       | Nations League 2022/23                      |                                             |                                             |
| 31                                          | 27 september 2022                           | Noorwegen – Servië                          | 0 – 2                                       | Nations League 2022/23                      |                                             |                                             |
| 32                                          | 17 november 2022                            | Ierland – Noorwegen                         | 1 – 2                                       | Vriendschappelijk                           |                                             |                                             |
| 33                                          | 20 november 2022                            | Noorwegen – Finland                         | 1 – 1                                       | Vriendschappelijk                           |                                             |                                             |
| 34                                          | 25 maart 2023                               | Spanje – Noorwegen                          | 3 – 0                                       | EK 2024 kwalificatie                        |                                             |                                             |
| 35                                          | 28 maart 2023                               | Georgië – Noorwegen                         | 1 – 1                                       | EK 2024 kwalificatie                        |                                             |                                             |
| 36                                          | 17 juni 2023                                | Noorwegen – Schotland                       | 1 – 2                                       | EK 2024 kwalificatie                        |                                             |                                             |
| 37                                          | 20 juni 2023                                | Noorwegen – Cyprus                          | 3 – 1                                       | EK 2024 kwalificatie                        |                                             |                                             |
| Als speler bij FC Kopenhagen                |                                             |                                             |                                             |                                             |                                             |                                             |
| 38                                          | 12 oktober 2023                             | Cyprus – Noorwegen                          | 0 – 4                                       | EK 2024 kwalificatie                        |                                             |                                             |
| 39                                          | 15 oktober 2023                             | Noorwegen – Spanje                          | 0 – 1                                       | EK 2024 kwalificatie                        |                                             |                                             |

Bijgewerkt op 27 december 2024.

## Erelijst
| Eliteserien   | 2 | 2017, 2018 |
| NM Cupen      | 1 | 2018       |
| Mesterfinalen | 2 | 2017, 2018 |